# Геннадій (патрикій)
Геннадій (д/н — 598/600) — державний та військовий діяч Візантійської імперії.

## Життєпис
Про походження нічого невідомо. Між 572 та 577 роками призначено magister militum per Africam (військовим магістром Африки), оскільки візантійські війська протягом декількох років зазнали поразки від мавро-римського царя Гармула. Спочатку Геннадій уклав перемир'я з Гармулом, яке використав для підготовки до війни. У 578 році раптово атакував суперника, завдавши нищівної поразки, а самого царя вбив. Це призвело до загибелі Мавро-римського царства та відновлення протягом 578—582 років влади імператора в Африці.
Залишався на своїй посаді надалі, сприяв відновленню імператорської влади в Мавретанії. 582 року отримав титул патрикія. 585 року стає почесним консулом. Між 585 та 591 року після реформування преторіанської префектури Африки та Африканський екзархат Геннадій став першим його очільником. Продовжив міцно тривати контроль над підлеглими областями у 589 і 591 роках придушуючи берберські заворушення. Водночас відбив спроби лангобардів захопити Корсику і Сардинію.
Відомий листуванням у 591 і 596 роках з папою римським Григорієм I, який закликав екзарха рішучіше боротися з донатистами в Нумідії. Відповідно до цього Геннадій 594 року наказав провести провінційні собори для посилення переслідування єретиків. Геннадій помер між 598 та 600 роками, можливо, 599 року під час епідемії. Його наступником став Іраклій Старший.